# Nanophyton grubovii
Nanophyton grubovii är en amarantväxtart som beskrevs av U. P. Pratov. Nanophyton grubovii ingår i släktet Nanophyton och familjen amarantväxter. Inga underarter finns listade i Catalogue of Life.